# 大西五一郎

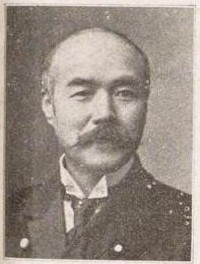
大西五一郎

大西 五一郎（おおにし ごいちろう、1858年9月14日（安政5年8月8日）- 1917年（大正6年）2月25日）は、明治から大正前期の実業家、政治家。衆議院議員、大阪府堺市長。

## 経歴
和泉国大鳥郡堺甲斐町西四丁（現堺市堺区）で、代々具足屋の屋号で両替商を営んだ大西家当主・先代大西五一郎の長男として生まれる。大和国の儒学者谷三山に漢籍を学んだ。
1881年（明治14年）大西銀行を設立して頭取に就任し終生在任した。1886年（明治19年）3月、家督を相続し五一郎を襲名した。堺商業会議所副会頭、大阪電機製造取締役、大阪電気信託取締役、市立堺商品陳列所長、第5回内国勧業博覧会評議員などを務めた。
1879年（明治12）堺区学区取締に就任。勧業世話掛長、堺区学区連合会議員、堺市会議員、堺市収入役などを歴任。1896年（明治29年）2月、第3代堺市長に就任し、1905年（明治38年）10月まで在任。上水道、伝染病病院の整備などに尽力した。1908年（明治41年）5月の第10回衆議院議員総選挙で大阪府堺市から出馬して初当選。その後、1915年（大正4年）3月の第12回総選挙まで再選され、公正会に所属して衆議院議員に連続3期在任した。この間、予算委員、工場法案委員、地租条例改正委員などを務めた。1917年2月23日、堺市大浜通旭館で第13回総選挙の準備中に卒倒して、同月25日に死去した。

## 著作
- 宮本通義との共著『堺市繁栄政策』宮本通義、1905年。